# Sauerbruch – Das war mein Leben
Sauerbruch – Das war mein Leben ist ein deutscher Spielfilm aus dem Jahr 1954. Er basiert auf den Memoiren von Ferdinand Sauerbruch, die vom Ghostwriter Hans Rudolf Berndorff verfasst und 1951 als Buch herausgegeben worden waren. Sauerbruch – Das war mein Leben gilt als einer der erfolgreichsten Arztfilme.

## Handlung
Berlin, 1948: Olga Ahrends stürzt vor eine Straßenbahn und wird schwer verletzt. Professor Sauerbruch kommt hinzu und verfügt ihre Einlieferung in die chirurgische Abteilung der Charité, wo er sie behandeln will. Da der Sturz als Selbsttötungsversuch interpretiert wird, weist man sie aber zunächst in die psychiatrische Abteilung ein.
Es beginnt ein zähes Ringen zwischen Sauerbruch und den Ärzten der psychiatrischen Abteilung, die bei der Patientin neurotische Fallsucht diagnostizieren, während Sauerbruch erkennt, dass sie in Wirklichkeit an der Stoffwechselkrankheit Ostitis fibrosa cystica leidet, welche die Knochen schwächt. Es besteht die Gefahr, dass sie ihr Bein verliert, doch durch das Herausoperieren der Nebenschilddrüse kann er die junge Frau wiederherstellen. Auch um die Finanzierung der Operation braucht sie sich keine Sorgen zu machen.
Zu dieser Rahmenhandlung kommen, teilweise in Rückblende, zahlreiche weitere Episoden, die Sauerbruch bei seiner täglichen Arbeit zeigen. Weil er während der Münchner Räterepublik unbeirrbar an seinem Berufsethos festhielt und die Verletzungen von Anton Graf von Arco auf Valley, des Attentäters des bayerischen Ministerpräsidenten Kurt Eisner, behandelte, wurde er entführt, um nicht den Feinden der Revolutionäre helfen zu können, aber von einem jungen Mann gerettet, dessen Mutter er einst operiert hatte. Am Totenbett von Reichspräsident Paul von Hindenburg musste er diesem jedoch die Grenzen der ärztlichen Kunst eingestehen und Hindenburgs Ängste, nach seinem Tod würde „er“ (der von Hindenburg als Reichskanzler eingesetzte Adolf Hitler) die Armeen auf sich vereidigen, mit dem Einwand beruhigen, dass man nur aus der Situation heraus handeln kann und es die Geschichte immer leichter hat, nachträglich zu urteilen. Eher von heiterer Natur ist die Rückblende über einen weiteren Patienten Sauerbruchs, einen Kellner, der zuerst besorgt über seine zu zahlende Operationsrechnung ist, dann aber erst irritiert und schließlich erleichtert reagiert, als Sauerbruch ihm eine Rechnung über eine Mark vorlegt.
Nach Dienstschluss operiert Sauerbruch noch einen Kater, weil dessen Herr kein Vertrauen in die Tierärzte hat. Zwischen seinen Operationen hält er Vorlesungen und prüft junge Ärzte. Für sein Privatleben hat Sauerbruch nur eine sehr begrenzte Zeit. Doch seine Frau fügt sich klaglos.
In weiteren Rückblenden erzählt Sauerbruch auch von seiner Erfindung, mit der erstmals Operationen am offenen Brustraum möglich waren. Während seiner Studienzeit forderte die Tuberkulose viele Todesopfer, weil keine Operationen an der Lunge möglich waren. Als ein Unwetter Sauerbruchs Zimmerfenster einschlug, kam Sauerbruch die Idee einer Unterdruckkammer, die für den Druckausgleich beim Öffnen des Brustraums sorgen sollte. Die erste Operation wurde zum Fehlschlag, weil die Patientin, eine alte Frau, starb. Doch die nächste Operation an einer jungen Opernsängerin brachte den gewünschten Beweis, dass sich Sauerbruch mit seiner Erfindung nicht geirrt hatte. Auch der Sauerbruch-Arm, eine von Sauerbruch konstruierte Unterarm-Prothese, findet Erwähnung, als Sauerbruchs Frau ihm einen seiner früheren Patienten vorführt, der mit besagter Prothese ein Orgelkonzert absolviert.

## Produktionsnotizen
Produziert wurde der Film im Studio der Bavaria Film in Geiselgasteig. Die Dreharbeiten erfolgten vom 26. September 1953 bis zum 20. Januar 1954 in West-Berlin, München, Frankfurt am Main, Hamburg und Wien. Robert Herlth und Gottfried Will schufen die Bauten, Heinz Abel war Produktionsleiter.
Die Uraufführung war im Massenstart am 13. Juli 1954 in Berlin-West, Frankfurt am Main, München, Hamburg und anderen Städten.

## Kritiken
- Reclams Lexikon des deutschen Films (1995): „Bis in die Nebenrollen mit erprobten Charakterdarstellern besetzt, wirkte das Arztporträt durch seine Kombination von gefühlszentrierter Menschlichkeit und jovial-paternalistischem Humor vor allem auf emotionaler Ebene. Für zahlreiche Filme der Adenauer-Ära symptomatisch ist das konservativ-reaktionäre Weltbild, das durch die unreflektierte Stilisierung von Heldenfiguren etabliert wurde.“

- Heyne Filmlexikon (1996): „Idealisiertes Lebensbild des berühmten Berliner Arztes als eines ebenso genialischen wie volksnahen 'Halbgottes in Weiß'.“

- Lexikon des internationalen Films: „Eine publikumswirksame Filmbiografie, sorgfältig im Detail und konservativ in der Gesinnung.“[3]

- Lexikon „Filme im Fernsehen“ (1990): "(...) Lobeshymne auf die rauhen und herzlichen Götter in Weiß; Großaufgebot meist überzeugender Darsteller im Interesse von Autoritätsförderung und -gläubigkeit." (Wertung: 2½ von 4 möglichen Sternen = überdurchschnittlich)[4]

- 6000  Filme (1963): "Publikumswirksam dargebotene Episoden (...). Sorgfältige Detailarbeit gewiegter Filmleute. Auf gefühlvolle Menschlichkeit, idealisierende Charakterzeichnung und rauhen Humor gestellt. In manchen Teilen warm ansprechend. Politisch restaurativ. Trotz solcher Einwände sehenswert."[5]

## Auszeichnungen
- Prädikat „wertvoll“ der Filmbewertungsstelle